# أسعد الجابر
أسعد الجابر (1949- 14 أبريل 2011) ممثل ومغني سوري.

## حياته
من مواليد الرقة بدأ مشواره الفني مبكراً بالغناء والعمل في المسرح إعداداً وتمثيلاً وأثناء انتقاله إلى دمشق توجه للتمثيل، فقد كان التمثيل حلم حياته، كما يقول وله عشرات الأعمال الدرامية والسهرات التلفزيونية إضافة لعديد من الأعمال الإذاعية.
ولد الجابر في بيئة بسيطة حيث كان العمل في مجال الفن شبه مجهول بالنسبة إليها، لكنه كان موهوباً بالفطرة إذ غنى الأغاني التراثية الفراتية التي لاقت استحسان من يسمعه.
في بداياته أيضا كان للفنان الراحل تجارب في المسرح، حيث عمل في مسرحيات عدة في الرقة إخراجاً وإعداداً وتمثيلاً، وكانت من نوع المسرح الشعبي الذي يطرح قضايا وهموم الناس البسطاء.
ثم ما لبث الفنان الجابر أن انتقل إلى دمشق بعد تشجيع الفنان دريد لحام له حين كان يعرض إحدى مسرحياته في الرقة، فغنى أغنية «تريد تروح وتنسانا» التي لاقت نجاحاً متميزاً ما دفعه لتسجيل مجموعة من الأغنيات المتلاحقة مثل، تذكريني، إضافة إلى أغنية «جنة جنة سوريا يا وطنا» التي كونت حضوراً لافتاً وتغييراً في مسيرة حياته الفنية.
وبعد أن تطورت علاقة الفنان الجابر بالوسط الفني تعرف على كبار الممثلين واستطاع توثيق أواصر الصداقة معهم فاتجه للتمثيل الذي طالما اعتبره هوايته الأولى والمفضلة فكان أول أدواره على شاشة التلفزيون مع المخرج سالم الكردي بعدة مسلسلات ومنها خلف الجدران للكاتب هاني السعدي.
وتتالت الأعمال الدرامية التي احتضنت الفنان الجابر ولاسيما التي تدور في البادية أو الصحراء ولاسيما أنه نجح في أداء اللهجة وأتقنها وعرف دقائقها ومصطلحاتها لكونه عايشها على أرض الواقع إضافة إلى موهبته الفطرية على مستوى التمثيل والغناء، وإضافة إلى عدد كبير من الأعمال الدرامية التي حقق فيها حضوراً مميزاً فقد شارك في عدد من الأفلام السينمائية والسهرات التلفزيونية.

## وفاته
توفي صباح الخميس 14 أبريل 2011 في مسقط رأسه في مدينته الرقة، وشيع إلى مثواه الأخير في مقبرة تل البيعة بعد صراع مرير مع المرض، حيث أصيب باحتشاء دماغي قبل أربع سنوات أقعده الفراش.

## وصلات خارجية
- أسعد الجابر على موقع IMDb (الإنجليزية)
- أسعد الجابر على موقع قاعدة بيانات الأفلام العربية